# Yamila Rodríguez
Yamila Tamara Rodríguez (Posadas, 24 gennaio 1998) è una calciatrice argentina, attaccante del Palmeiras e della nazionale argentina.

## Carriera
Rodríguez inizia la sua attività agonistica nell'Huracán de Posadas, club della città natia, capoluogo della provincia di Misiones.
In seguito si trasferisce al Boca Juniors, giocando con il prestigioso club di Buenos Aires in Primera División A, livello di vertice del campionato argentino femminile di calcio, condividendo con le compagne nella prima parte della sua carriera senior dei campionati di vertice, dove la sua squadra chiude la stagione al secondo posto dietro al UAI Urquiza nel 2016 e al River Plate in quello successivo.
Durante la sessione invernale di calciomercato 2017-2018, Rodríguez coglie l'occasione per coronare il suo sogno di giocare in Europa, sottoscrivendo un accordo con le spagnole del Santa Teresa con cui giocare la seconda parte della stagione. Sotto la guida tecnica di Juan Carlos Antúnez fa il suo debutto in Primera División Femenina de España il 28 gennaio 2018, alla 17ª giornata di campionato, rilevando Alba Merino negli ultimi minuti dell'incontro. In seguito Antúnez la impiega in altre sette partite, sempre partendo dalla panchina, andando a segno, per quella che resta l'unica sua marcatura, alla 23ª giornata, recuperando lo svantaggio nel pareggio interno per 1-1 con il Siviglia.
Nell'estate fa ritorno in patria, nuovamente al Boca Juniors, con il quale il 19 gennaio 2021 si è laureata campione d'Argentina con la maglia del Boca, superando il River Plate con il pesante risultato di 7-0, vincendo così il primo campionato dell'era semiprofessionistica del calcio femminile argentino.

### Nazionale
Rodríguez viene convocata dalla Federcalcio argentina per indossare la maglia della formazione Under-20 in occasione della Copa América di Brasile 2015 di categoria, dove benché la sua nazionale raggiunga solo il quarto posto con due pareggi e una sconfitta, con il Brasile, fallendo così l'accesso al Mondiale di Papua Nuova Guinea 2016, si mette in luce vincendo, con 6 reti siglate, la classifica marcatrici del torneo.